# 経済企画協会
社団法人経済企画協会（しゃだんほうじんけいざいきかくきょうかい）は、内閣府が所管していた社団法人。2012年3月に解散。

## 主な活動
- 雑誌「ESP」の発行 - 広報誌。内閣府が編集協力をしていた。
- 「ESPフォーキャスト調査」の公表 - 2004年5月から公表（同年4月は試行）していた調査。予測を専門にしているエコノミストにGDP成長率その他の項目の予測値を尋ねて、平均値その他の結果を公表していた。同協会の解散後は日本経済研究センターが引き継いだ[2]。